# Amazon-trogon
Az Amazon-trogon (Trogon curucui) a madarak osztályába a trogonalakúak (Trogoniformes) rendjébe és a trogonfélék (Trogonidae) családjába  tartozó faj.

## Előfordulása
Argentína, Bolívia, Brazília, Kolumbia, Ecuador, Paraguay és Peru területén honos. Erdők lakója.

## Alfajai
- Trogon curucui behni
- Trogon curucui bolivianus
- Trogon curucui curucui
- Trogon curucui peruvianus

## Megjelenése
Testhossza 24 centiméter.

## Életmódja
Rovarokkal és gyümölcsökkel táplálkozik.

## Szaporodása
Általában korhadó fába vájja a fészkét, de a termeszvárakat is kedveli.